# 조 (성씨)
조(趙, 曺)는 한국의 성씨이다

## 나라 조 趙
조(趙)씨는 2015년 대한민국 통계청 인구조사에서 1,055,567명으로 조사되었다. (조(曺)씨는 2015년 대한민국 통계청 인구조사에서 398,260명으로 조사되어 둘을 합치면 조씨 인구는 대한민국 인구 6위이다.)
조(趙)씨 본관은 문헌에 200여 본으로 기록되어 있으나, 이 중에서 시조와 계대를 알 수 있는 본관은 한양(漢陽), 풍양(豊壤), 양주(楊州), 배천(白川), 임천(林川), 함안(咸安), 순창(淳昌), 옥천(玉川), 횡성(橫城), 평양(平壤), 직산(稷山), 김제(金堤) 등 20본이다.
조(趙)씨는 본관별로 시조와 유래가 다르고, 분적된 본관이 없기 때문에 동원동근(同源同根)을 주장하지 않지만, 조선 현종 때까지 동성이본도 통혼을 금했기 때문에 현재까지 같은 성씨끼리 결혼하지 않는 관례가 있다. 한편, 조선왕조실록 등에서 서로 본관이 혼동되어 기록된 경우가 더러 있었다.
인구는 한양 조씨(31.2%)가 가장 큰 비중을 차지하며, 그 다음으로 함안 조씨(26.3%), 풍양 조씨(12.6%), 배천 조씨(6.7%), 옥천 조씨(5.1%), 평양 조씨(4.2%) 순이다.
- 직산 조씨(稷山 趙氏) 시조 조성(趙成)은 백제 개국공신으로 전한다. 2000년 인구는 3,387명이다.

- 풍양 조씨(豊壤 趙氏) 시조 조맹(趙孟)은 고려 개국공신이다. 그의 원래 이름은 바우(岩)로 풍양현(현 남양주시 진건면 송능리) 천마산 동굴에 은둔하여 농사를 짓던 사람이라고 한다. 시조 이후 세계를 고증할 수 없어 조지린(趙之藺), 조신혁(趙臣赫), 조보(趙寶)를 각각 1세조로 하는 3계파가 있다. 조선 후기의 세도가문이다. 2000년 인구는 113,798명이다.
- 함안 조씨(咸安 趙氏) 시조 조정(趙鼎)은 고려 대장군 원윤(元尹)이다. 2015년 인구는 282,890명이다.

- 횡성 조씨(橫城 趙氏) 시조 조익(趙翌)은 평장사(平章事) 조첨(趙瞻)의 아들로 965년(광종 9) 고려에서 처음 실시한 과거에 장원급제하여 한림학사(翰林學士)를 역임하고, 광종 때 문하시중(門下侍中)에 올랐으며, 횡성군(橫城君)에 봉해졌다. 후손인 조영인(趙永仁)이 1201년 문하시중에 올랐다.[3]2000년 인구는 5,337명이다.
- 순창 조씨(淳昌 趙氏) 시조 조자장(趙子長)은 고려 때 순창호장(淳昌戶長)을 지냈다. 그의 5세손인 조인평(趙仁平)이 1177년(명종 7)에 망이·망소이 난을 진압하는 데 큰 공을 세워 금오위낭장(金吾衛郎將), 대장군(大將軍)에 올랐다. 2000년 인구는 17,923명이다.

- 배천 조씨(白川 趙氏) 시조 조지린(趙之遴)이 고려 목종(穆宗) 때 이부시랑 지은대사(吏部侍郞 知銀臺事)로 임명되었고, 1011년(현종 2년)에 상서좌복야(尙書左僕射)·참지정사(叅知政事)에 이르렀다.[4] 2015년 인구는 75,978명이다.

- 임천 조씨(林川 趙氏) 시조 조천혁(趙天赫)은 본명은 조수강(趙守康)이고 송 태조 조광윤의 손자인 기왕(冀王) 조유길(趙惟吉)의 다섯째 아들이라 한다. 그는 송나라에서 진사시(進士試)에 합격하고 서두공봉관(西頭供奉官)이 되었으나, 979년 조광의(趙匡義)가 황위를 찬탈한 이후 고려로 도망쳐 와서 임천(충청남도 부여군 임천면)에 정착하여 살았다고 한다. 2000년 인구는 11,040명이다.

- 평양 조씨(平壤 趙氏) 시조 조춘(趙椿)은 고려 예종 때 고려 금자광록대부(金紫光祿大夫)로서 남송에 가서 금나라를 토평하였다. 2000년 인구는 41,047명이다.

- 옥천 조씨(玉川 趙氏) 시조 조장(趙璋)은 고려시대 광록대부(光祿大夫) 검교대장군(檢校大將軍) 문하시중(門下侍中)을 지냈다. 옥천(玉川)은 전라북도 순창군(淳昌)의 마한시대 지명이다. 2000년 인구는 49,847명이다.

- 양주 조씨(楊州 趙氏) 시조 조잠(趙岑)은 고려 후기에 호장(戶長)을 지내고 판중추원사(判中樞院事)에 추증되었다. 2000년 인구는 23,942명이다.

- 김제 조씨(金堤 趙氏) 시조 조연벽(趙連壁)은 고려 고종 때 상장군(上將軍)을 지냈다. 2000년 인구는 14,509명이다.

- 한양 조씨(漢陽 趙氏) 시조 조지수(趙之壽)는 덕원부(德源府) 용진현(龍津縣 : 현 함경남도 문천시, 원산시 일대)에 세거해 온 사족(士族)의 후예로 고려 조에 조순대부 첨의중서사(朝順大夫 僉議中書事)를 지냈다. 그의 독자 조휘(趙暉)의 후손들이 쌍성총관부의 총관을 계승했다. 고려 왕족이라는 설도 있다.[5] 후손들이 조선이 개국하자 한양(漢陽)으로 이거하여 한양을 본관으로 하여 세계를 이어왔다. 2015년 호적상 한양 조씨 인구는 332,580명이다.

- 영흥 조씨(永興 趙氏)는 함경남도 영흥군에 세거하던 가문으로 조인재(趙麟才)의 증손 조영무(趙英茂)는 조선 개국에 공을 세우고 판전중시사(判殿中寺事)에 올라 개국공신 3등에 책록되었으며, 죽은 뒤 태종의 묘정에 배향되었다. 시호는 충무(忠武)이다. 조영무의 아들 조서(趙叙)는 1399년(정종 1) 식년문과에 동진사(同進士)로 급제하여 봉상시박사(奉常寺博士)가 되었다. 그 뒤 예문관제학(藝文館提學)·사간원예의(司諫院禮議)·중군도총제(中軍都摠制)에 이르렀다. 시호는 안정(安靖)이다.[6] 후손이 모두 호적상 한양 조씨이므로 인구를 알 수 없다.

- 신창 조씨(新昌 趙氏) 시조 조영규(趙英珪)는 조선 개국공신이며 이방원을 도와 개국공신 2등에 책봉되었다. 현존하지 않는 문중이다.

## 무리 조 曺
조(曺)씨는 2015년 대한민국 통계청 인구조사에서 398,260명으로 조사되었다. (조(趙)씨는 2015년 대한민국 통계청 인구조사에서 1,055,567명으로 조사되었다. 이 둘을 합치면 조씨 인구는 대한민국 인구 6위이다.) 
본관은 창녕(昌寧), 가흥(嘉興), 능성(陵城), 남평,영암(靈巖), 장흥(長興), 등 20본이 있다.
창녕 조씨(昌寧曺氏) 시조 조계룡(曺繼龍)의 득성설화지는 경상남도 창녕군이다. 전설에 따르면 신라 진평왕조에 예향(禮香)이라는 여성이 하늘에 기도를 올리니 태기가 있어 아들을 낳았는데, 겨드랑이에 조(曺)자가 새겨져 있었다고 하며, 그 아이에게 진평왕은 성은 조(曺), 이름은 계룡(繼龍)으로 지어주었으며, 성장하여 진평왕의 부마가 되었다고 한다.

## 같이 보기
- 조 (중국 성씨)